# Беланда бор језик
Беланда бор језик је језик из породице нило-сахарских језика, грана нилотских језика. Њиме се служи око 8.000 становника Јужног Судана у вилајету Западни Бахр ел Газал и Западна Екваторија у региону око градова Вава и Тумбура. Користи латинично писмо, а њиме се служи Беланда Бор народ.